# مجا (لسکوواتس)
مجا (به صربی: Međa) یک منطقهٔ مسکونی در صربستان است که در لسکواس واقع شده‌است. مجا ۸۷۲ نفر جمعیت دارد.